# 長野県信用農業協同組合連合会
長野県信用農業協同組合連合会（ながのけんしんようのうぎょうきょうどうくみあいれんごうかい）は、長野県長野市に本店を置く、長野県内の農業協同組合の信用事業を統括する、県域農協系金融機関。

## 概要
長野県内農業協同組合を会員とする。通称は「長野県信連」。統一金融機関コードは3016。主に法人顧客を中心としており、個人取引は殆どない。
また、長野県内JAの事業所を「本所・支所」と呼称しているが、長野県信連は、営業部・事務所（口座勘定のない拠点は営業所）の呼称を採用している（本店も、口座店としては本店営業部を称している）。
飯山市の指定金融機関であり、同市の市役所には、口座勘定を有する飯山事務所が設置されており、市役所敷地構内には同事務所が管理店となる店舗外ATMを設置している。

## 沿革
- 1948年 - 設立。

## 店舗所在地
※：括弧内は店舗コード。
- 本店営業部（010）
長野県長野市南長野北石堂町1177-3（JA長野県ビル内）
- 松本営業部（006）
長野県松本市深志一丁目4-1（JA中信会館）
- 飯山事務所（008）
長野県飯山市飯山1110-1（飯山市役所1F）

この他、口座勘定のない伊那営業所（伊那市）と佐久営業所（佐久市）がある他、本店営業部等が管轄する店舗外ATMが県内数ヶ所にある。